# Laringa horsfieldii
Laringa horsfieldii är en fjärilsart som beskrevs av Jean Baptiste Boisduval 1833. Laringa horsfieldii ingår i släktet Laringa och familjen praktfjärilar. Inga underarter finns listade i Catalogue of Life.